# الهادي البكوش
الهادي البكوش (من مواليد حمام سوسة في 15 يناير 1930- 21 يناير 2020)، سياسي تونسي شغل منصب الوزير الأول بين 7 نوفمبر 1987 و27 سبتمبر 1989.
ناضل البكوش منذ شبابه في الحزب الحر الدستوري الجديد ممّا سبب في اعتقاله من طرف سلطات الاستعمار الفرنسي. في الستينات أشرف كوالي لبنزرت ثم لصفاقس فقابس على تطبيق تجربة التعاضد التي كان يقودها أحمد بن صالح. أدى إنهاء التجربة من طرف الرئيس بورقيبة إلى إقالته ثم إلى محاكمته صحبة بن صالح وعدد من معاوني هذا الأخير. على عكس بن صالح الذي حكم عليه بالسجن 10 سنوات، قضت المحكمة العليا عدم سماع الدعوة في حقه. ابتعد بعدها عن الحياة السياسية قرابة 8 سنوات قبل أن يعينه الوزير الأول الهادي نويرة كمستشار له. أشرف البكوش على مؤتمر الحزب الاشتراكي الدستوري في سبتمبر 1979 الذي أفضى إلى نجاح مرشحي نويرة في اللجنة المركزية، إلا أن الرئيس بورقيبة كردّ على أشراف الجيش على التحضير المادي للمؤتمر وهيمنة شق نويرة على الحزب، قرر إقالة وزير الدفاع عبد الله فرحات وإبعاد البكوش كقنصل في مدينة ليون. عين بين 1981 و1982 سفيرا لدى الفاتيكان ثم سفيرا لدى الجزائر. عين في 16 مارس 1984 مديرا للحزب الاشتراكي الدستوري قبل أن يصبح سنة 1987 وزيرا للشؤون الاجتماعية. أصبح وزيرا أولا بعد حركة 7 نوفمبر 1987 التي قادها زين العابدين بن علي، والتي أطاحت بالرئيس حبيب بورقيبة. أعفي من منصبه في 27 سبتمبر 1989 ليخلفه حامد القروي. بقي عضوا في اللجنة المركزية للتجمع الدستوري الديمقراطي، خليفة الحزب الاشتراكي الدستوري، لكن دون لعب أي دور سياسي مهم. عين سنة 2005 عضوا في مجلس المستشارين. يشغل منصب رئيس الاتحاد العربي لرواد الكشافة والمرشدات.

## مقالات ذات صلة
- قائمة الوزراء الأولين (تونس)

## روابط خارجية
- الهادي البكوش على موقع مونزينجر (الألمانية)